# École des hautes études commerciales du Maroc
Pour les articles homonymes, voir HEC.
Fondée en 1988, l’École des Hautes Études Commerciales, connu par la dénomination HEC Maroc, est une école de commerce marocaine appartenant à l'enseignement supérieur privé.  Elle forme ses étudiants à la finance, au marketing, à la communication, à la distribution, à la comptabilité, au contrôle, à l'audit et à la stratégie. L'établissement délivre des diplômes Bac + 3 et Bac + 5 accrédités.  
Depuis 2015, l'établissement est installé à Hay Ryad, le nouveau centre d'affaires de Rabat. Il se focalise sur les métiers du marketing, de la communication, de la gestion et de la finance :

## Filières Bac + 3
- Administration des entreprises
- Communication et marketing.

## Filières Bac + 5
- Marketing et management de la distribution
- Comptabilité, contrôle et audit (CCA)
- Finance et banque

## Accréditation
Au Maroc, l’accréditation est une démarche volontaire entreprise par un établissement d’enseignement supérieur en vue d’obtenir la reconnaissance par l’État de la qualité de la formation d’une filière donnée. Les diplômes décernés pour les filières de formation accréditées peuvent être admis en équivalence des diplômes nationaux, selon des modalités déterminées par voie réglementaire. La filière en Administration des Entreprises (Bac + 3) figure au sein de la première cohorte de formations accréditées par l’État.  Toutes les filières de l'école sont accréditées.

## Partenariats
Avec la France
- Université Blaise-Pascal (depuis 2017 Université Clermont-Auvergne) à Clermont Ferrand.
- Excelia à La Rochelle.
- Institut Euro-Méditerranéen en Science du Risque (IEMSR) - Sophia-Antipolis, Côte d'Azur.

Avec les États-Unis
- Université de Californie à Riverside.